# Astryld czarnolicy
Astryld czarnolicy (Brunhilda erythronotos) – gatunek małego ptaka z rodziny astryldowatych (Estrildidae). Występuje we wschodniej i południowej Afryce. Nie jest zagrożony.

## Systematyka
Takson ten jako pierwszy formalnie opisał Louis Jean Pierre Vieillot w 1817 roku pod nazwą Fringilla erythronotos. Jako miejsce typowe autor błędnie wskazał “l’Indie“ (Indie); w 1930 William Lutley Sclater poprawił je na Kurrichane w zachodnim Transwalu (RPA). Astryld czarnolicy umieszczany jest obecnie w rodzaju Brunhilda, wydzielonym w 2020 roku z rodzaju Estrilda.

### Podgatunki i zasięg występowania
Zwykle wyróżnia się dwa podgatunki B. erythronotos:
- B. e. delamerei (Sharpe, 1900) – południowo-zachodnia Uganda, zachodnia Kenia do centralnej Tanzanii
- B. e. erythronotos (Vieillot, 1817) – Angola i Namibia do Zimbabwe i północnej RPA

Proponowany podgatunek B. e. soligena Clancey, 1964 (opisany z Otjomassu Sandfield w środkowej Namibii) jest obecnie uznawany za synonim podgatunku nominatywnego.
Niektórzy systematycy (np. autorzy Kompletnej listy ptaków świata) łączą B. erythronotos w jeden gatunek z astryldem różanym (B. charmosyna); w takim ujęciu systematycznym B. erythronotos obejmuje dodatkowo dwa podgatunki:
- B. e. charmosyna (Reichenow, 1881) – Sudan Południowy, Etiopia, południowa Somalia, północno-wschodnia Uganda i północna Kenia
- B. e. kiwanukae (Van Someren, 1919) – południowa Kenia i północna Tanzania

## Morfologia
Całkowita długość ciała wynosi około 13 cm. Brak dymorfizmu płciowego w ubarwieniu i wymiarach. Dziób ma długość ok. 8,89 mm, ogon 5,8 cm, skok 1,4 cm,  natomiast skrzydło 5,46 cm. Dziób biały do połowy, dalej czarny, w strefie przejściowej szarawy; stożkowaty. Boki głowy, od obszaru brwi po obszar paska przyżuchwowego czarne. Pozostała część głowy oraz pierś, pokrywy skrzydłowe dalsze od lotek, kark i grzbiet pokryte bardzo drobnymi szaro-czarnymi prążkami. Na pokrywach skrzydłowych I rzędu i pokrywach skrzydłowych dużych II rzędu są to czarne prążki na białym tle, lepiej już widoczne. Lotki szarawe bez prążków. Brzuch, boki ciała i pokrywy nadogonowe czerwone, jednak pióra u nasady szare. Pokrywy podogonowe oraz okolice kloaki czarne. Nogi szare. Sterówki czarne.

## Biotop
Zasiedla suche sawanny i zakrzewienia; osiadły. Nie jest znany zakres wysokości, na jakich występuje.

## Pożywienie
Stwierdzono następujące rodzaje pożywienia: ziarna traw Cenchrus ciliaris, Eragrostis, Panicum maximum, Panicum gilvum, Setaria verticillata, Sporobolus, Tricholaena monachne oraz Uroschloa mosambicensis, owoce Pollichia campestrio, kwiaty Ziziphus mucronata oraz nektar z Aloe greatheadii. Prócz tego żywi się termitami, chrząszczami oraz gąsienicami.

## Lęgi
Monogamiczny i terytorialny, nie buduje gniazd zbiorowo. Para ptaków zwykle zostaje ze sobą 3 do 15 miesięcy. Gniazdo budują oba ptaki z pary. Umieszczone jest na wysokich częściach kolczastych roślin (np. Acacia tortilis) między gęsto rosnącymi gałązkami. Składa się ono z trawy, tunel wejściowy mieści się w jego dolnej części; na górze ptaki budują podobną do gniazda w kształcie kubeczka strukturę, przypuszczalnie dla zmylenia drapieżnika. Wnętrze wyściełane jest miękkimi źdźbłami trawy. W niewoli jaja składane w liczbie 2–6 wysiadywane są około 12 dni przez oba ptaki z pary. Pisklęta posiadają we wnętrzu dzioba następujący wzór: we wnętrzu górnej szczęki z przodu znajduje się czarna kropka, głębiej, dalej od pierwszej kropki znajdują się dwie większe, zaś jeszcze głębiej, bliżej niż druga para leżą dwie mniejsze czarne kropki. W środkowym odcinku języka po jego bokach znajdują się dwie półkoliste czarne plamy. Podobny wzór cechuje pisklęta wdówki szafirowej (Vidua hypocherina), które niekiedy są pasożytami lęgowymi astryldów czarnolicych. Młode opuszczają gniazdo około 22 dni od wyklucia.

## Status
Międzynarodowa Unia Ochrony Przyrody (IUCN) klasyfikuje astryldy czarnolicego i różanego jako osobne gatunki. Oba zalicza do kategorii najmniejszej troski (LC – Least Concern). Liczebność populacji nie została oszacowana, ale ptaki te opisywane są jako pospolite lub lokalnie pospolite. Ze względu na brak dowodów na spadki liczebności bądź istotne zagrożenia, BirdLife International ocenia trend liczebności populacji obu tych taksonów jako stabilny.